# العلاقات الطاجيكستانية النيبالية
العلاقات الطاجيكستانية النيبالية هي العلاقات الثنائية التي تجمع بين طاجيكستان ونيبال.

## مقارنة بين البلدين
هذه مقارنة عامة ومرجعية للدولتين:
| وجه المقارنة                                              | طاجيكستان                          | نيبال                               |
| --------------------------------------------------------- | ---------------------------------- | ----------------------------------- |
| المساحة (كم2)                                             | 143.10 ألف                         | 147.18 ألف                          |
| عدد السكان (نسمة)                                         | 8.92 مليون                         | 29.40 مليون                         |
| الكثافة السكانية (ن./كم²)                                 | 62.33                              | 199.76                              |
| العاصمة                                                   | دوشنبه                             | كاتماندو                            |
| اللغة الرسمية                                             | اللغة الطاجيكية                    | اللغة النيبالية                     |
| العملة                                                    | ساماني طاجيكي، الروبل الطاجيكستاني | روبية نيبالية                       |
| الناتج المحلي الإجمالي (بليون دولار)                      | 7.15 مليار                         | 24.47 مليار                         |
| الناتج المحلي الإجمالي (تعادل القوة الشرائية) بليون دولار | 24.03 مليار                        | 70.20 مليار                         |
| الناتج المحلي الإجمالي الاسمي للفرد دولار أمريكي          | 925                                | 743                                 |
| الناتج المحلي الإجمالي للفرد دولار أمريكي                 | 2.69 ألف                           | 2.37 ألف                            |
| مؤشر التنمية البشرية                                      | 0.624                              | 0.548                               |
| رمز المكالمات الدولي                                      | +992                               | +977                                |
| رمز الإنترنت                                              | .tj                                | .np                                 |
| المنطقة الزمنية                                           | ت ع م+05:00                        | ت ع م+05:45، التوقيت الموحد لنيبال ‏ |

## منظمات دولية مشتركة
يشترك البلدان في عضوية مجموعة من المنظمات الدولية، منها:
| علم المنظمة | اسم المنظمة                        | تاريخ انضمام طاجيكستان | تاريخ انضمام نيبال |
| ----------- | ---------------------------------- | ---------------------- | ------------------ |
|             | مؤسسة التنمية الدولية              | 4 يونيو 1993           | 6 مارس 1963        |
|             | مؤسسة التمويل الدولية              | 2 ديسمبر 1994          | 7 يناير 1966       |
|             | منظمة حظر الأسلحة الكيميائية       | ?                      | ?                  |
|             | الأمم المتحدة                      | 2 مارس 1992            | 14 ديسمبر 1955     |
|             | منظمة الشرطة الجنائية الدولية      | ?                      | ?                  |
|             | البنك الدولي للإنشاء والتعمير      | 4 يونيو 1993           | 6 سبتمبر 1961      |
|             | الاتحاد البريدي العالمي            | ?                      | ?                  |
|             | وكالة ضمان الاستثمار متعدد الأطراف | 9 ديسمبر 2002          | 9 فبراير 1994      |
|             | بنك التنمية الآسيوي                | 1998                   | 1966               |
|             | يونسكو                             | 6 أبريل 1993           | 1 مايو 1953        |
|             | الفريق المعني برصد الأرض           | ?                      | ?                  |

## وصلات خارجية
- موقع وزارة الخارجية النيبالية